# Quercus austrina
Quercus austrina — вид рослин з родини букових (Fagaceae); ендемік південного сходу США.

## Опис
Це відносно невелике, листопадне дерево, яке зазвичай досягає ≈ 20 м у висоту. Кора бліда й луската, з широкими хребтами на старих стовбурах. Гілочки темно-коричневі до дещо червонуватих. Листки 7–10 × 3–6 см, від еліптичних до зворотно-яйцюватих; основа клиноподібна; верхівка округла, більш-менш вузька; край звивистий, або з 3–7 неглибокими, округлими частками; верх яскраво-зелений, голий; низ блідіший, майже голий крім жилок; ніжка листка до 3–5 мм, гола. Цвіте навесні. Жолуді поодинокі або парні, майже сидячі або на міцній ніжці до 15 мм; горіх яйцеподібний або еліптичний, 17 × 12 мм; чашечка напівкуляста або глибоко келихоподібна або чашоподібна, заввишки 9–10 мм і 10–13 мм завширшки, укриває 1/3–1/2 горіха; дозрівають 1 рік.

## Середовище проживання
Ендемік південного сходу США: Флорида, Алабама, Джорджія, Міссісіпі, Південна Кароліна; в Арканзасі регіонально вимер.
Населяє дно річок, вологі ліси, рівнинні ліси. Росте на висотах 0–200 м.

## Загрози
У межах державних парків Q. austrina зазнає стресу через порушення обслуговування та рекреації, що особливо знижує здатність до успішного розмноження. У минулому південно-східні заплави та ліси США й переважна більшість природних ландшафтів були сильно змінені або для сільського господарства, або для заготівлі деревини. Гібридизація також є потенційною загрозою, оскільки, здається, вона широко поширена навколо майже всіх субпопуляцій цього дуба. Пожежі в сухий сезон викликають занепокоєння, оскільки вони наростають на південному сході США. Сильна посуха, а також сильніші вітри в усьому регіоні є відповіддю на зміну клімату.